# AS Nancy
Die Association Sportive Nancy Lorraine, abgekürzt AS Nancy oder ASNL, ist ein französischer Fußballverein aus der lothringischen Stadt Nancy.

## Geschichte
Gegründet wurde er 1910 als US Frontière (deutsch: Sportunion Grenzland); der Name spielt auf die Grenzlage an, in der sich die französische Stadt Nancy (auf Deutsch seinerzeit auch Nanzig) zum deutschen Elsass-Lothringen befand. 1928 erfolgte eine Umbenennung in AS Lorraine. Bald nach dem Konkurs des bis dahin dominierenden Lokalrivalen FC Nancy nahm die ASL ihren bis heute gültigen Namen an (1967). Die Vereinsfarben sind Rot und Weiß. Die Ligamannschaft spielt im Stade Marcel-Picot mit einer Kapazität von 20.090 Plätzen.
In der Saison 2006/07 hatte die AS international auf sich aufmerksam gemacht. Als Ligapokalsieger qualifizierte sich die Mannschaft für den UEFA-Pokal. Dort schaltete sie zunächst Schalke 04 aus (0:1 und 3:1), ehe Nancy die Gruppenphase als Zweiter hinter den Blackburn Rovers abschloss. Im Sechzehntelfinale beendete Schachtar Donezk nach 1:1 und 1:0 weitergehende Ambitionen der ASN. 2008/09 spielte die ASNL erneut im UEFA-Pokal, schied allerdings in der Gruppenphase aus.
Vereinspräsident ist Gauthier Ganaye; die Ligamannschaft wird seit Juni 2021 von Daniel Stendel betreut. Das in den beiden jüngsten Vereinswappen abgebildete Motto der ASN, deren Spieler auch häufig als „Disteln“ bezeichnet werden, lautet übersetzt: „Wer sich daran reibt, wird sich daran stechen“.

## Ligazugehörigkeit
In der höchsten Spielklasse (Division 1, seit 2002 Ligue 1 genannt) war AS Nancy erst spät vertreten: 1970–1974, 1975–1987, 1990–1992, 1996/97, 1998–2000, 2005–2013 sowie zuletzt 2016/17. Nach fünf weiteren Spielzeiten in der Ligue 2 stieg die AS 2022 in die dritte Liga ab, in der sie seitdem antritt.

## Erfolge
- Französischer Meister: Die bisher höchste Platzierung war Tabellenrang 4 (1976/77 und 2007/08)
- Französischer Pokalsieger: 1978
- Ligapokalsieger: 2006
- UEFA-Pokal: Sechzehntelfinalist 2007

## Europapokalbilanz
| Saison  | Wettbewerb                  | Runde             | Gegner              | Gesamt | Hin     | Rück    |
| ------- | --------------------------- | ----------------- | ------------------- | ------ | ------- | ------- |
| 1978/79 | Europapokal der Pokalsieger | 1. Runde          | BK Frem København   | 4:2    | 0:2 (A) | 4:0 (H) |
| 1978/79 | Europapokal der Pokalsieger | 2. Runde          | Servette Genf       | 3:4    | 1:2 (A) | 2:2 (H) |
| 2006/07 | UEFA-Pokal                  | 1. Runde          | FC Schalke 04       | 3:2    | 0:1 (A) | 3:1 (H) |
| 2006/07 | UEFA-Pokal                  | Gruppenphase      | Wisła Krakau        | 2:1    | 2:1 (H) |         |
| 2006/07 | UEFA-Pokal                  | Gruppenphase      | FC Basel            | 2:2    | 2:2 (A) |         |
| 2006/07 | UEFA-Pokal                  | Gruppenphase      | Feyenoord Rotterdam | 3:0    | 3:0 (H) |         |
| 2006/07 | UEFA-Pokal                  | Gruppenphase      | Blackburn Rovers    | 0:1    | 0:1 (A) |         |
| 2006/07 | UEFA-Pokal                  | Sechzehntelfinale | Schachtar Donezk    | 1:2    | 1:1 (A) | 0:1 (H) |
| 2008/09 | UEFA-Pokal                  | 1. Runde          | FC Motherwell       | 3:0    | 1:0 (H) | 2:0 (A) |
| 2008/09 | UEFA-Pokal                  | Gruppenphase      | Feyenoord Rotterdam | 3:0    | 3:0 (H) |         |
| 2008/09 | UEFA-Pokal                  | Gruppenphase      | Lech Posen          | 2:2    | 2:2 (A) |         |
| 2008/09 | UEFA-Pokal                  | Gruppenphase      | ZSKA Moskau         | 3:4    | 3:4 (H) |         |
| 2008/09 | UEFA-Pokal                  | Gruppenphase      | Deportivo La Coruña | 0:1    | 0:1 (A) |         |

Gesamtbilanz: 18 Spiele, 7 Siege, 4 Unentschieden, 7 Niederlagen, 29:21 Tore (Tordifferenz +8)

## Trainer
| - 1967–1970: René Pleimelding - 1970–1980: Antoine Redin - 1980–1982: Georges Huart - 1982–1984: Hervé Collot - 1984–1987: Arsène Wenger - 1987–1990: Robert Dewilder - 1990–1991: Aimé Jacquet - 199100000: Marcel Husson - 1991–1994: Olivier Rouyer - 1994–2000: László Bölöni - 2000–2002: Francis Smerecki - 200200000: Moussa Bezaz - 2002–2011: Pablo Correa | - 2011–2013: Jean Fernandez - 201300000: Patrick Gabriel - 2013–2017: Pablo Correa - 2017–2018: Vincent Hognon - 201800000: Patrick Gabriel - 201800000: Didier Tholot - 2018–2019: Alain Perrin - 2019–2021: Jean-Louis Garcia - 202100000: Daniel Stendel - 2021–2022: Benoît Pedretti - 2022–2023: Albert Cartier - 202300000: Benoît Pedretti - 2023–0000: Pablo Correa |

## Für den Verein wesentliche ehemalige Spieler
| - Tony Cascarino - Raúl Castronovo - Issiar Dia - Pape Diakhaté | - Benjamin Gavanon - Mustapha Hadji - Roger Lemerre - Michel Platini | - Tony Vairelles - Grégory Wimbée - Moncef Zerka |

## Fanszene
Bekannte Fangruppierungen sind die „ASNL F@ns Connexion“ und die „Red Sharks“, die in der Tribune Philippe Schuth neben dem Gästeblock ihren Platz finden. Auf der Tribune Piantoni in Block 29 und 30 befinden sich die beiden Gruppen „Saturday FC“ und „Brizak“.